# San Francisco Film Critics Circle Awards 2010
Na 9. ročníku udílení cen San Francisco Film Critics Circle Awards byly předány ceny v těchto kategoriích dne 13. prosince 2010.

## Vítězové
Nejlepší film: The Social Network

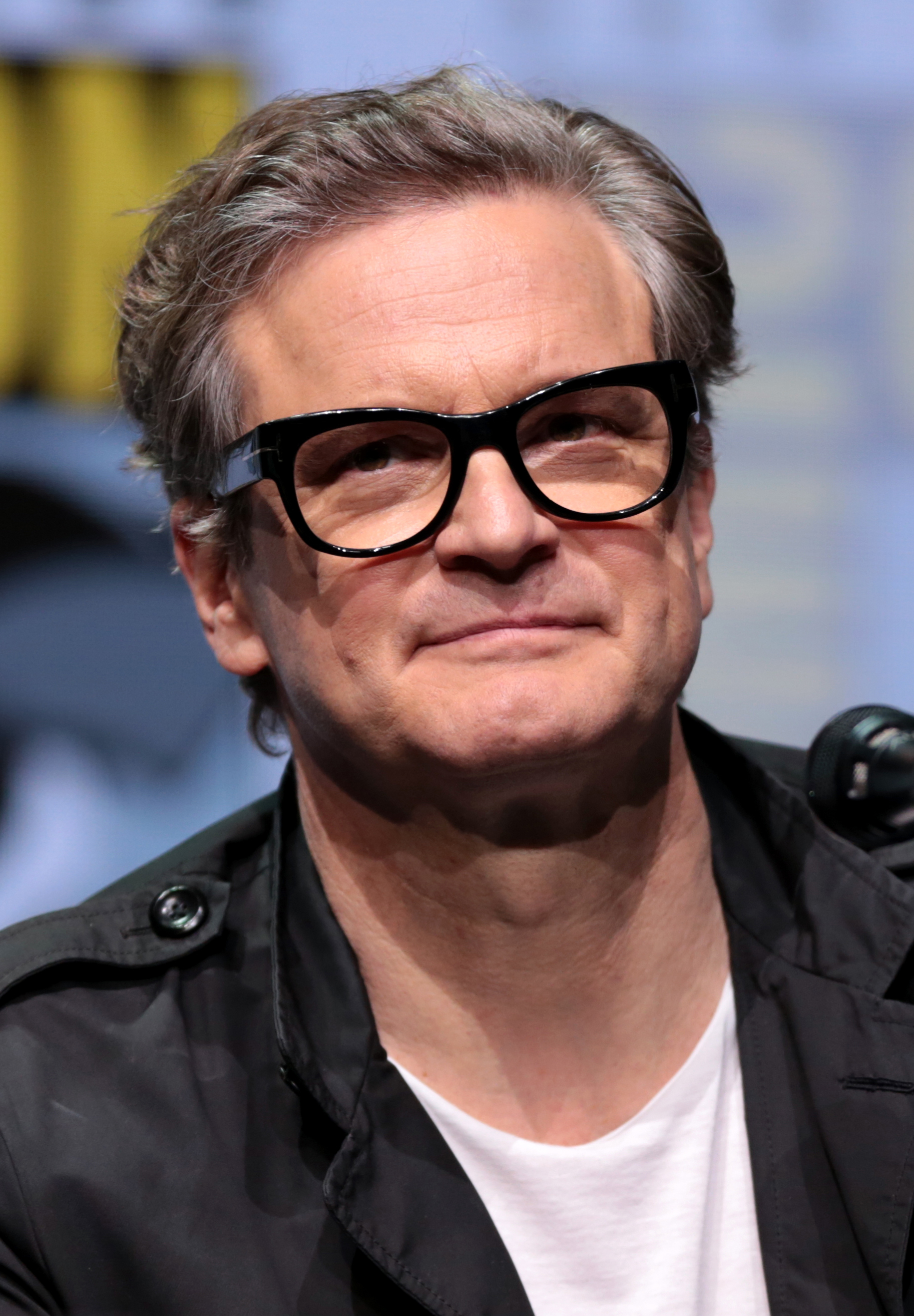
Colin Firth, vítěz v kategorii nejlepší mužský herecký výkon v hlavní roli

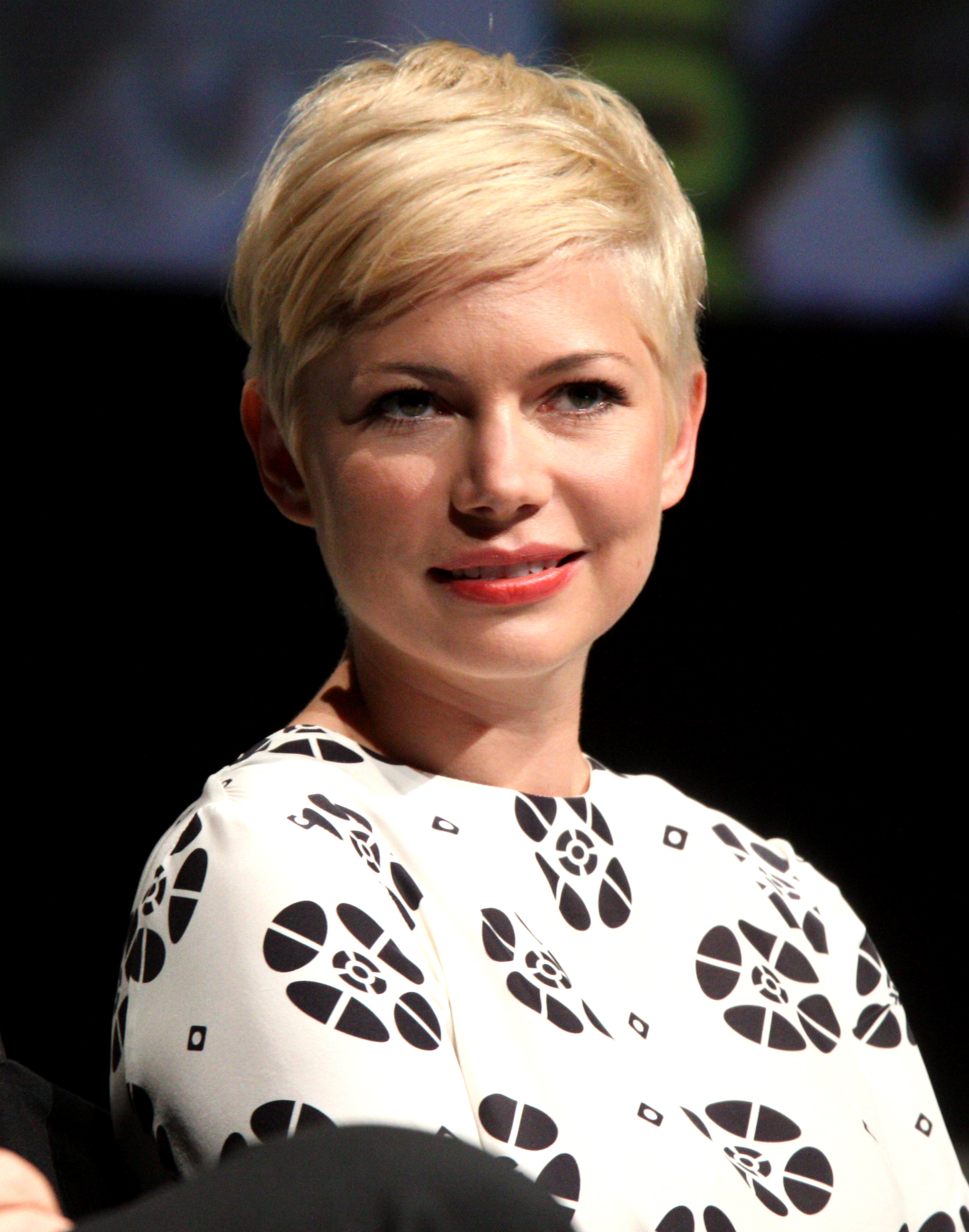
Michelle Williamsová, vítězka v kategorii nejlepší ženský herecký výkon v hlavní roli

Nejlepší režisér: David Fincher – The Social Network a Darren Aronofsky – Černá labuť (remíza)
Nejlepší původní scénář: David Seidler – Králova řeč
Nejlepší adaptovaný scénář: Aaron Sorkin – The Social Network
Nejlepší herec v hlavní roli: Colin Firth – Králova řeč
Nejlepší herečka v hlavní roli: Michelle Williamsová – Blue Valentine
Nejlepší herec ve vedlejší roli: John Hawkes – Do morku kosti
Nejlepší herečka ve vedlejší roli: Jacki Weaver – Království zvěrstev
Nejlepší animovaný film: Příběh hraček 3
Nejlepší cizojazyčný film: Matka (Jižní Korea)
Nejlepší dokument: The Tillman Story
Nejlepší kamera: Matthew Libatique – Černá labuť
Ocenění Marlon Riggs: Elliot Lavine